# Spezia (metropolitana di Torino)
Spezia è una fermata (GTT numero 8229) della metropolitana di Torino, inaugurata il 6 marzo 2011 in concomitanza con il terzo prolungamento della linea M1 (ramo da Porta Nuova al Lingotto).
Si trova nella zona sud della città, nel quartiere Nizza-Millefonti, vicino al mercato di quartiere e all'ospedale Molinette.
È a pochi passi anche dal Lingotto di Torino, dall'Ospedale CTO e dal Poliambulatorio Torino.

## Servizi
- Biglietteria automatica
- Accessibilità per portatori di handicap
- Ascensori
- Scale mobili
- Stazione video sorvegliata